# Janina (telenovela)
Janina é uma telenovela mexicana, produzida pela Televisa e exibida em 1962 pelo Telesistema Mexicano.

## Elenco
- María Rivas
- Aldo Monti
- Anita Blanch
- Augusto Benedico